# اچ‌اس‌دابلیوام‌اس اوریون (ای۲۱)
اچ‌اس‌دابلیوام‌اس اوریون (ای۲۱) (به انگلیسی: HSwMS Orion (A201)) یک کشتی است که طول آن 61.2 m می‌باشد. این کشتی در سال ۱۹۸۴ ساخته شد.